# Jacint Duñó i Gispert
Jacint Duñó i Gispert   (Badalona, 5 de desembre de 1927) és un exjugador de basquetbol català.
Va començar jugant a bàsquet a les categories inferiors del Club Joventut Badalona, arribant al primer equip del club badaloní la temporada 1946-47, just l'any en que la Penya debutava al Campionat d'Espanya de bàsquet. La temporada següent va formar part de l'equip que va guanyar la primera Copa del Generalíssim de la història del Joventut, l'aconseguida l'any 48 a Burgos davant el Reial Madrid. També va formar part de l'equip que va assolir el primer Campionat de Catalunya de la Penya un any més tard, juntament amb jugadors tan destacats de la història del club com Andreu Oller, Marcel·lí Maneja o Eduard Kucharski. Un cop tancada l'etapa de la Penya encara va jugar a bàsquet dues temporades més: una amb el Club Bàsquet Horta i una darrera amb La Diocesana.
L'any 1998 va ser nomenat "Històric del bàsquet català" per la Fundació del Bàsquet Català de la Federació Catalana de Basquetbol.